# 塞拉斯·本特級勘測船
塞拉斯·本特級勘測船（及其子型號威爾克斯級勘測船)為四艘服役於美國海軍的測量船，也是首批專門建造的測量船之一。在此之前，海軍測量船通常是由各類軍艦改裝而來。

## 威爾克斯級勘測船
威爾克斯級是塞拉斯·本特級的子型號，兩者在外觀上幾乎相同，但內部配置略有不同。

## 配置和數據系統
塞拉斯·本特級的任務為支援水文和海洋測深測量，以及滿足海洋學研究需求。與子型號的差異為安裝的設備與系統，特別是數據採集系統。
本特號最初安裝了一套基於標準海軍AN/UYK電腦的艦載測量系統(Shipboard Survey System）原型機。後來，本特號於1971年配備了海洋數據採集系統（Oceanographic Data Acquisition System，ODAS），隨後同類系統也安裝在凱恩號和威爾克斯上。而懷曼號則取代了喬治·D·凱斯利號測量船，主要用於地球物理學測量，特別是重力測量與測深。.
懷曼號最初配備的是水文數據採集系統（Hydrographic Data Acquisition System，HYDAS），但在1970年代中期被新的窄波束掃描系統取代。該系統包括海底地形測量子系統（Bottom Topography Survey Subsystem，BOTOSS），以及用於取代 HYDAS 的測深測量系統（Bathymetric Survey System，BASS）。

## 同級艦
| 艦名          | 舷號          | 造船廠           | 下水          | 服役          | 退役          | 結局                                                  | 參考          |
| 塞拉斯·本特級 | 塞拉斯·本特級 | 塞拉斯·本特級    | 塞拉斯·本特級 | 塞拉斯·本特級 | 塞拉斯·本特級 | 塞拉斯·本特級                                         | 塞拉斯·本特級 |
| ------------- | ------------- | ---------------- | ------------- | ------------- | ------------- | ----------------------------------------------------- | ------------- |
| 塞拉斯·本特號 | T-AGS-26      | 美國造船公司     | 1964-05-16    | 1965-07-23    | 1999-10-28    | 於1999年9月出售土耳其海軍，並改名成切什梅號 (A-599)   | [ 7 ]         |
| 凱恩號        | T-AGS-27      | 克里斯提造船廠   | 1965-11-20    | 1967-05-19    | 2001-03-14    | 出售土耳其海軍，並改名成錢達爾勒號 (A-588)            | [ 8 ]         |
| 威爾克斯級    |               |                  |               |               |               |                                                       |               |
| 威爾克斯號    | T-AGS-33      | 波士頓海軍造船廠 | 1969-07-31    | 1971-07-16    | 1979          | 於1995年9月29日出售突尼西亞，並改名Khaireddine(A-700) | [ 9 ]         |
| 懷曼號        | T-AGS-34      | 迪福造船公司     | 1969-10-30    | 1971-11-03    | 1999-05-03    | 於2014年10月1日報廢拆解                               | [ 10 ]        |

## 補充
1. ↑  致敬美國海軍海洋學專家塞拉斯·本特（英语：Silas Bent (naval officer)）少尉
2. ↑  致敬美國海軍軍醫及北極探險家伊莉莎·肯特·凱恩（英语：Elisha Kent Kane）
3. ↑  致敬美國海軍軍官及探險家查爾斯·威爾克斯少將
4. ↑  致敬美國海軍羅伯特·H·懷曼（英语：Robert H. Wyman）少將